# 浙江独山港经济开发区
浙江独山港经济开发区位于平湖市东南部，东接上海金山（石化），南濒杭州湾。2009年12月，撤销原全塘、黄姑两镇建制，新成立独山港镇，实行“一套班子，两块牌子”管理模式。

## 历史
2009年，经省人民政府批准，撤销原全塘、黄姑两镇建制，新成立独山港镇，实行“区镇合一、以区为主”管理模式。
2010年，被列入浙江省第二批省级中心镇。
2014年，升级为省级经济开发区。
2018年，被中国石油和化学工业联合会园区工作委员会评为”2018中国化工潜力园区10强“。

## 功能区划
目前主要包含装备制造园区、物流园区、化工园区、五金创业园区等四大板块。重点发展临港先进装备制造、新材料、现代物流等产业。

## 交通

### 公路
沈海高速公路穿独山港而过，在独山港区有2个出入口。
 乍嘉苏高速公路

### 铁路
独山港区距离上海金山卫站15公里左右。
规划中的沪乍杭铁路经过独山港区。

### 码头
独山港经济开发区可建港岸线长12.6km，前沿水深-13～-15 m，可建造3～5万吨级码头泊位43个，目前建成万吨级以上码头9个。在建泊位3个，正在报批的泊位5个。

## 重要企业
| 外资企业 - 英国壳牌 - 德国巴斯夫 - 德国湛新 - 瑞士科莱恩 - 香港秉信制药 - 日本ADEKA（艾迪科） - 日本T&K TOKA - 日本大日本塗料 - 日本Teikoku Printing Inks（帝国油墨） - 三松物流 | 内资企业 - 中国航空油料集团 - 大唐国际发电 - 浙江国利 - 新凤鸣集团 - 传化股份 - 浙江众成 |